# 燃える捜査網
『燃える捜査網』（もえるそうさもう）は、日本の1975年のテレビドラマ。日本の刑事ドラマ。
1975年10月10日から1976年1月16日まで、毎週金曜日21:00 - 21:54に全14話がカラー・アナログ放送された。

## 解説
警察内でも極秘である捜査班（名称は不明）の活躍を描いたドラマである。
メンバーは制服警官であり、捜査班として行動するのは休暇時のみという設定になっている。
内容は「高森刑事部長が捜査班に指令を出す。→日比木は高森に指定された警察署へ転勤。他のメンバーは休暇届を出し現地へ向かう(高森は現地へは行かない。）。→犯人を日比木に誘導された警察官に引き渡す。」である。

## キャスト
左から俳優名、OPでの役名、普段の部署名
- 千葉真一：警部　大神史郎（警視庁根岸署警務課長）
- 谷隼人：捜査官　佐久竜（警視庁根岸署警務課）
- 志穂美悦子：捜査官　白鳥アキ子（警視庁青山署交通課）
- 佐藤蛾次郎：捜査官　麻生仁（警視庁青山署交通課）
- 金子信雄：警部補　日比木大八（不明。私服で行動している）
- 神山繁：刑事部長　高森幸太郎（警察庁刑事部長。私服で行動している）
- 夏八木勲：捜査官　城巡査部長（警視庁根岸署警務課、第9話から）- ※夏八木を紹介するのはEDだが、役名は未紹介

## スタッフ
- 監督・脚本は#作品リストを参照。
- 連載：月刊プレイコミック
- プロデューサー：後藤武彦（NETテレビ）・佐伯明・七條敬三・加藤貢（以上、東映）
- 音楽：内藤孝敏
- 音楽制作：あんだんて
- 撮影：吉田重業、相原義晴、藤本茂、いのくままさお
- 照明： 石垣敏雄、吉岡伝吉
- 録音： 長井幹夫、日吉裕治
- 美術： 河村寅次郎、野本幸男、森田ふみよし
- 編集： 成島一城、松谷正雄
- 効果： 阿部作二
- 記録： 伊藤明子、石川和枝、由井寅子
- 助監督： 服部和史、三村道治、小笠原猛、稲垣信明
- 進行： 穂鷹一興、沼尾和典、長橋勇、藤田政男
- 計測： 小泉貴一、松井由守、内田正司
- 装置： 紀和美建
- 装飾： 装美社
- 現像： 東映化学
- 制作：NET・東映

## 主題歌
「旅人ひとり」
- 唄 - 千葉真一
- 作詞 - 山川啓介、作曲 - 内藤孝敏
- テイチクレコード、規格：EP、規格品番 - SN-1485。

## 作品リスト
※出演はクレジットタイトルの表記順。
| No. | 放映日          | サブタイトル         | 脚本              | 監督     | ゲスト | 備考        |
| --- | --------------- | -------------------- | ----------------- | -------- | --- | ----------- |
| 1   | 1975年 10月10日 | 女子中学生投身自殺   | 池田一朗 等々力亘 | 竹本弘一 | 仲谷昇／森秋子、関根世津子、文野朋子／田島義文、北原義郎、蟹江敬三／杉江廣太郎、日尾孝司、池田一臣／桂ルミ、岩川ひとみ、鶴岡弥生、今井久美子、佐藤章／山田光一、酒井努、高木修平、木村修、羽佐間道夫（ナレーター）／アクション指導 ジャパンアクションクラブ技斗部(JAC)                                                      |             |
| 2   | 10月17日        | 女涙の怨み節         | 永原秀一          | 竹本弘一 | 赤座美代子／桑山正一／西沢利明、三谷昇／小峰千代子、山田きよし、竹内靖／小甲登枝恵、長尾信、松下昌司、富士乃幸夫／佐々木務、三縄智、児玉頼信、神先和子、羽佐間道夫（ナレーター）／アクション指導 ジャパンアクションクラブ技斗部(JAC)                                                                                        |             |
| 3   | 10月24日        | 殺しの罠             | 長坂秀佳 三鷹洋一 | 西村潔   | 水沢アキ／武内亨、勝部演之／清水健太郎、和久井節緒／久地明、高月忠、麻生竜／仲島信、細沼茂、羽佐間道夫（ナレーター）／アクション指導 ジャパンアクションクラブ技斗部(JAC)／田中明夫 |             |
| 4   | 10月31日        | お前はお前 俺は俺    | 永原秀一 峯尾基三 | 西村潔   | 中尾彬／中島ゆたか／内田勝正、小鹿番／団巌、はやみ竜次、斉藤英雄／きくち英一、岡本八郎、横山繁、五野上力／安井すえ子、泉忍、安武まゆみ、石原清美、二宮吉右ヱ門／栗原敏、井上誠吾、斉藤文男、羽佐間道夫（ナレーター）／アクション指導 ジャパンアクションクラブ技斗部(JAC)                                                    |             |
| 5   | 11月7日         | 友情に向って走れ!!   | 永原秀一 峯尾基三 | 松島稔   | 前田吟／田坂都／富田仲次郎、大前田武／平松慎吾、平野稔、斉藤一之／山田禅二、竹本裕子、笠井うらら、野上正／前田陽介、長谷川達広、羽佐間道夫（ナレーター）／アクション指導 ジャパンアクションクラブ技斗部 日尾孝司 | [ 1 ] [ 2 ] |
| 6   | 11月14日        | 十番目の黒い影       | 田波靖男          | 竹本弘一 | 久富惟晴／酒井修、野口みどり／花巻五郎、片山滉、笹川恵三／大和撫子、折原麻紀、山田陽子、中村万里／伊藤慶子、たごひろし、佐久間祐子、高橋蔀／桑原浩、松沢勇、船本史郎、仲井とし江、羽佐間道夫（ナレーター）／アクション指導 ジャパンアクションクラブ技斗部 日尾孝司                                                          |             |
| 7   | 11月21日        | 死者からの手紙       | 楢岡八郎          | 江崎実生 | 大門正明／玉川伊佐男、市地洋子／池田一臣、福岡正剛、大江徹／中庸介、田川勝雄、打越章之、久保田民栄／江藤昭、松下昌司、麻生竜、高野隆志／ユセフ・オスマン、トニー・セテラ、木村修、羽佐間道夫（ナレーター）／アクション指導 ジャパンアクションクラブ技斗部 日尾孝司                                                          |             |
| 8   | 11月28日        | 首位打者が消えた!?   | 松山威 大和屋竺   | 西村潔   | 夏夕介／南州太郎、桜井浩子／長谷川弘、杉義一、稲垣昭三／打田康比古、中野宣之、高杉玄、布田康博／夏木章、佐川二郎、貝之瀬一夫、町田政則、関山耕司／中村襄、吉嶺孝好、安曽敬剛、萩原竹夫、川岡豊／森孝之、生江和夫、中野好明 (アナウンサー)、羽佐間道夫（ナレーター）／アクション指導 ジャパンアクションクラブ技斗部 日尾孝司 |             |
| 9   | 12月5日         | 愛と怒りの港         | 池田一朗          | 竹本弘一 | 川崎あかね、林ゆたか／上野山功一、関山耕司／久地明、水原仗二、高橋健二、西本良次郎／右下恭彦、小松一代、鈴木功、山田芳夫／木村修、羽佐間道夫（ナレーター）／アクション指導 ジャパンアクションクラブ技斗部 日尾孝司 | [ 1 ] [ 2 ] |
| 10  | 12月12日        | 刑事なんて大嫌い!    | 長谷川公之        | 小山幹夫 | 山口智子、太刀川寛／潮健児、田中浩／立原博、三島史郎／叶優子、相馬剛三／山田光一、小甲登枝恵、兵藤智香子、仲井とし江／アクション指導 ジャパンアクションクラブ技斗部 日尾孝司／郷鍈治 | [ 1 ]       |
| 11  | 12月19日        | 女の仮面をはがせ!    | 石森史郎          | 田中秀夫 | 中川三穂子、西尾三枝子／入江洋祐、浜田ゆう子、田中筆子／大下哲矢、森裕介、池田一臣／大森不二香、原田あけみ、田辺節子、内藤杏子、南美紀子／伊東光一、山本武、竹内由紀子、ロルフゼエサー、羽佐間道夫（ナレーター）／アクション指導 ジャパンアクションクラブ技斗部 日尾孝司／原知佐子                                          | [ 1 ] [ 3 ] |
| 12  | 1976年 1月2日   | 土曜日を待て!        | 橋本綾            | 西村潔   | 高岡健二／天田俊明、榊ひろみ／佐々木孝丸、中田博久／佐藤京一、沖田駿一／山本緑、粕谷多賀子、羽佐間道夫（ナレーター）／アクション指導 ジャパンアクションクラブ技斗部 日尾孝司 | [ 4 ] [ 2 ] |
| 13  | 1月9日          | 喪服の婚約パーティー | 松山威 山田正人   | 西村潔   | 山本紀彦、久万里由香／武藤章生、速水亮／若尾義昭、相原巨典、謝秀容／桐島好夫、角口俊高、佐藤達郎、香山秀美／山田洋子、酒井由美子、赤津町子、後藤悦子／浜田康子、藤田博美、藤田まさ子、羽佐間道夫（ナレーター）／アクション指導 ジャパンアクションクラブ技斗部(JAC)                                                          | [ 4 ] [ 1 ] |
| 14  | 1月16日         | 恐怖のハネムーン     | 久保田圭司        | 三堀篤   | 斉藤真／小野恵子、日野麗子／テレサ野田、梅津栄／福田好子、伊豆肇／池田一美、羽佐間道夫（ナレーター）／アクション指導 ジャパンアクションクラブ技斗部(JAC) | [ 3 ]       |

## 媒体・再放送
2003年11月13日、2017年9月6日より東映チャンネルで全話が再放送された。
2018年6月13日に全話をDVDのデジタルリマスター版で販売。
2023年3月8日よりYouTube「東映シアターオンライン」から毎週水曜21:00（JST）に1週間の期間限定で無料配信が行われている（第1・2話は最終配信まで）。

## 前後番組
| NET系列 金曜21：00枠 | NET系列 金曜21：00枠 | NET系列 金曜21：00枠 |
| 前番組               | 番組名               | 次番組               |
| -------------------- | -------------------- | -------------------- |
| ザ★ゴリラ7           | 燃える捜査網         | 大非常線             |